# Къркля
Къркля (понякога Кръкля, на македонска литературна норма: Кркља, произнасяно Къркля) е село в Северна Македония, в община Крива паланка.

## География
Селото е разположено в областта Славище в северното подножие на планината Осогово по горното течение на Кърклянската река на 8 километра източно от общинския център Крива паланка. Къркля е разпръснато село, съставено от няколко махали – Лещарци, Назърци, Пайковци, Гелевци, Ковачи, Бошняци, Божовци, Джиковци, Дървенджици, Ширинци, Тукарци, Спасковци, Гюрундапци, Бобевци, Куртаци, Люти рид и други – разпръснати около клисурата на Кърклянската река и свързани с асфалтов път.

## Етимология
Смята се, че името на селото произлиза от турския глагол къркле – сече, с което се обозначава дълбоката клисура на Кърклянската река, която разделя землището на селото на две големи части.

## История
В края на XIX век Къркля е българско село в Кривопаланска каза на Османската империя. Според статистиката на Васил Кънчов („Македония. Етнография и статистика“) от 1900 година Кръкля е населявано от 500 жители българи християни.
Цялото християнско население на селото е под върховенството на Българската екзархия. По данни на секретаря на екзархията Димитър Мишев („La Macédoine et sa Population Chrétienne“) в 1905 година в Къркля има 640 българи екзархисти.
При избухването на Балканската война шест души от Къркля са доброволци в Македоно-одринското опълчение.
По време на Първата световна война Кръкля е включено в Дурачкоречка община и има 743 жители.
Населението на Къркля както и това на околните села Костур, Бъс и други се занимава предимно със земеделие и скотовъдство, като се отглежда предимно дребен добитък. В миналото населението на Къркля поддържа постоянни икономически връзки с местните власи от Калин камен в Осогово, изразени в размяна на продукти, най-често вълна, кожа, картофи и други.
Според преброяването от 2002 година селото има 227 жители, всички северномакедонци. В селото се строят и нови вили, заради добрата природа в подножието на Осогово.

## Личности
Родени в Кръкля
- Спас Христов (? - 1915), български революционер от ВМОРО, четник на Петко Стефанов в 1915 година, загинал в сражение[6]
- Стоян, български хайдутин, байрактар на Румена войвода[7]

Починали в Къркля
- Арсо Илиев (1860 – 1905), български революционер от ВМОРО, четник на Атанас Бабата[8]
- Димче Цветанов (1878 - 1906), български революционер от ВМОРО, четник на Васил Аджаларски[9]
- Петко Велчев (1887 - 1906), български революционер от ВМОРО, четник на Васил Аджаларски[9]
- Тоде Цветанов (1879 - 1906), български революционер от ВМОРО, четник на Васил Аджаларски[9]